# 氏家光氏
氏家光氏（うじいえ あきうじ，生卒年不詳）戰國時代武將、最上義光家臣。尾張守。氏家守棟從兄弟。成澤道忠之子。

## 生平
天正21年（1591年）守棟及其長子相繼死去，光氏遂繼承家督。因為是最上氏宿老而享有1萬8000石待遇。
慶長5年（1600年）在長谷堂城之戰中與上杉軍激戰，將之軍隊一部擊退。義光死後仍仕奉最上氏。改易後出仕毛利氏。